# ネマニャ・ラドゥロビッチ
ネマニャ・ラドゥロヴィッチ（セルビア語キリル文字：Немања Радуловић、1985年10月18日 - ）は、セルビアのヴァイオリニスト。

## 略歴
1992年よりヴァイオリンを始める。1996年、ベオグラード市の10月音楽賞を受賞し、翌年にはセルビア教育省から「1997年の才能」に贈られる特別賞を受賞した。1998年、ザールブリュッケンのザール音楽大学でジョシュア・エプスタインに、1999年にはベオグラード芸術大学でデヤン・ミハイロヴィッチに師事し、音楽の勉強を続ける。14歳で渡仏し、パリ国立高等音楽院でパトリス・フォンタナローザに師事。

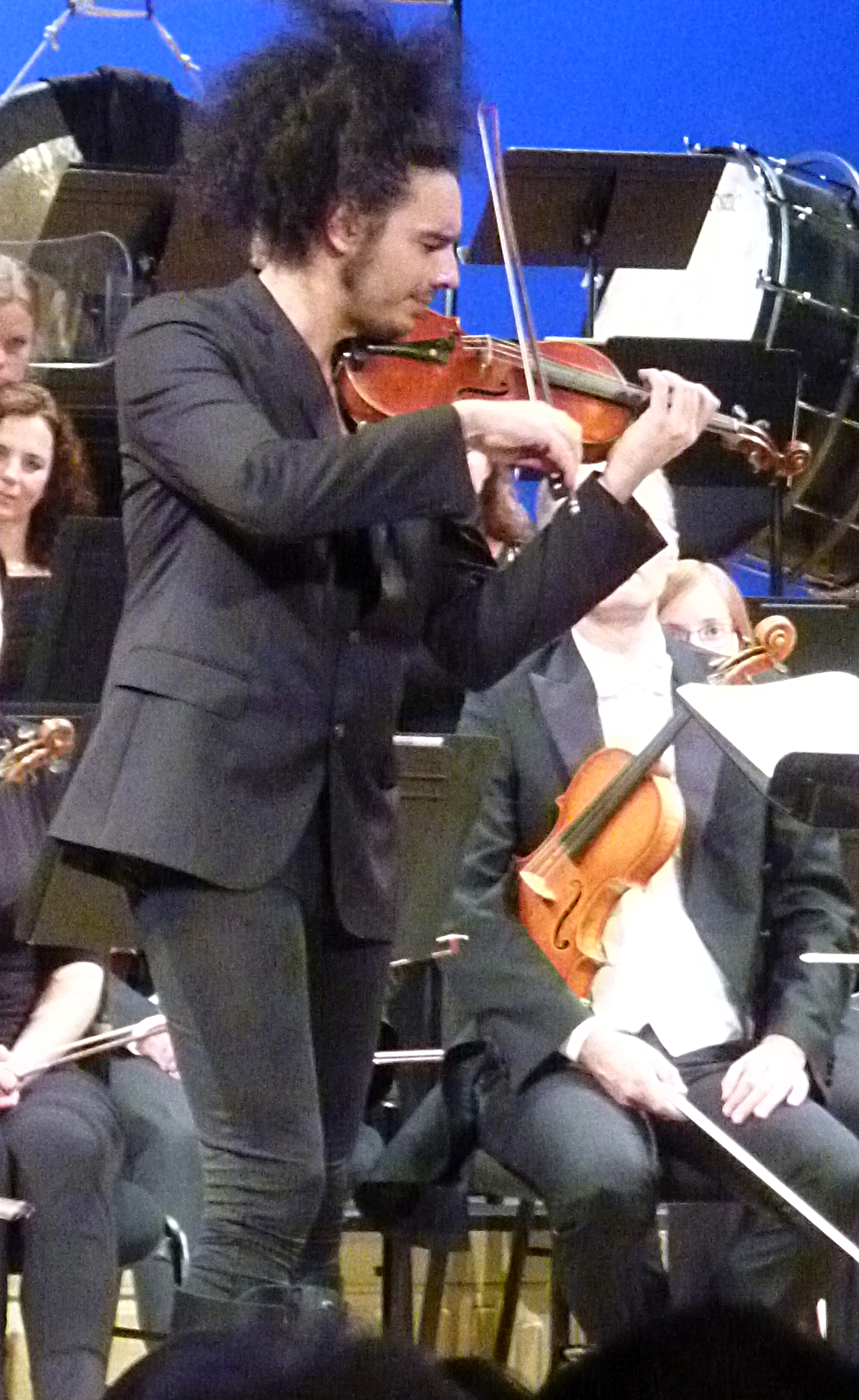
2016年11月11日にヴィシー歌劇場で行われた、ミシェル・タバチニク指揮ノールド・ネザーランド管弦楽団とのコンサートでのネマニャ・ラドゥロヴィッチ

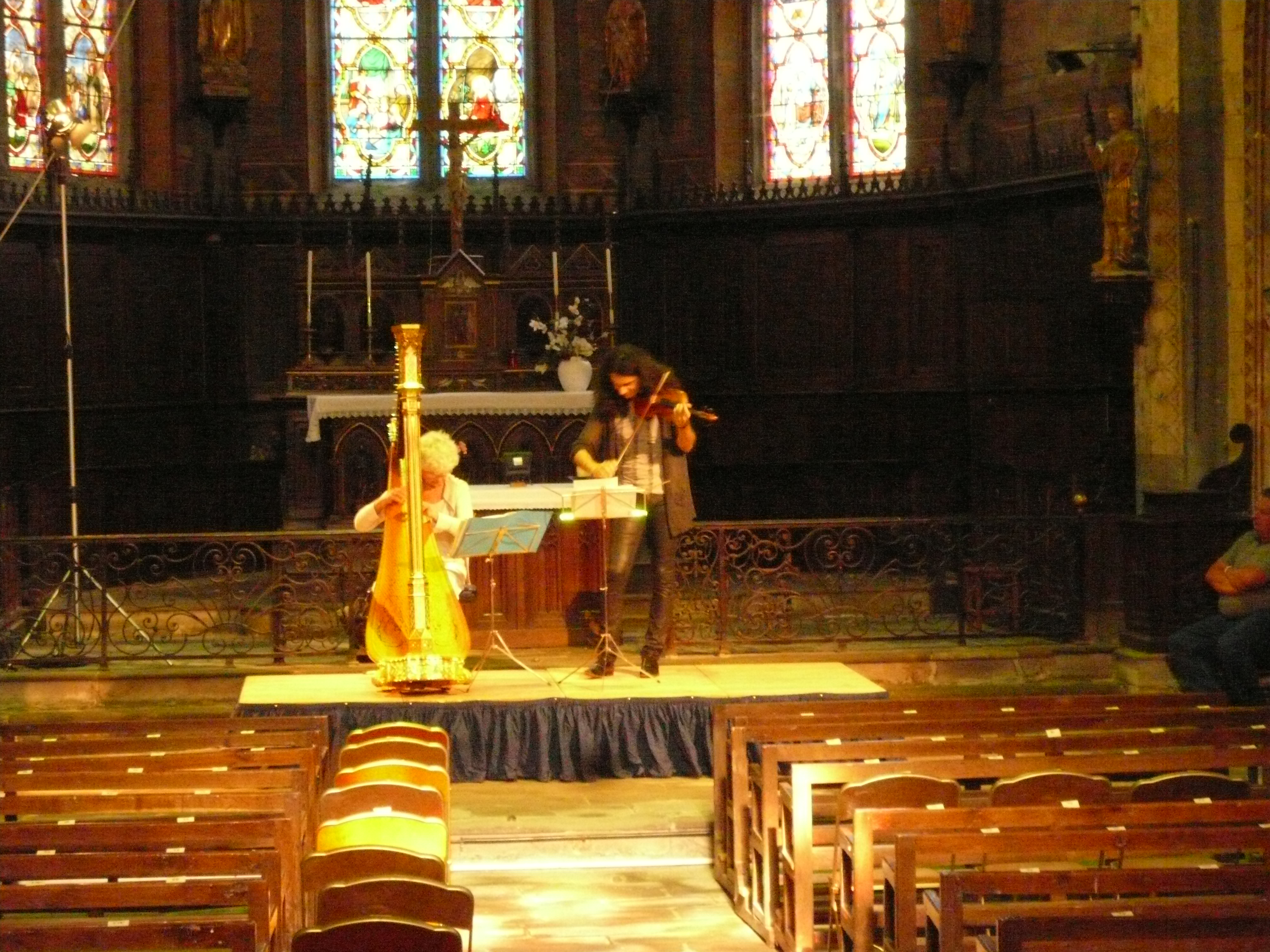
マリエル・ノルトマン（ハープ）とネマニャ・ラドゥロヴィッチ（ヴァイオリン）のリハーサル（2010年7月27日、エスクートのコンセール・ドゥ・ヴォローレにて

2006年には、急遽、マキシム・ヴェンゲーロフに代わり、フランス放送フィルハーモニー管弦楽団とチョン・ミョンフンのベートーヴェン協奏曲をプレイエル・サルで演奏した。また、ハープ奏者のマリエル・ノルトマン、ピアニストのローレ・ファーブル＝カーン、ドミニク・プランケード、スーザン・マノフと定期的に共演している。ニュイ・ロマンチック音楽祭とも密接な関係にある。
ラドゥロヴィッチは、ジャン＝バティスト・ヴィヨーム作の1843年製ヴァイオリンを使用している。

## 受賞歴
- 1996年 - 10月賞、ベオグラード市
- 1997年 - 「タレント・オブ・ザ・イヤー」、セルビア教育省
- 1998年 - ロドルフォ・リピツァー賞国際ヴァイオリン・コンクール第5位
- 2001年 - イタリア、クレモナ、ストラディヴァリウス・ヴァイオリン・コンクール優勝
- 2001年 - ジョルジュ・エネスク国際コンクール優勝（エネスコ・ソナタ第3番の解釈で特別賞）。ルーマニア、ブカレスト
- 2003年 - ハノーファー国際ヴァイオリン・コンクール第1位
- 2005年 - ヴィクトワール・クラシック・ミュージック「インターナショナル・レベレーション・オブ・ザ・イヤー」受賞。
- 2006年 - 「ライジング・スター」、2006/2007年
- 2014年 - "Soloist instrumental", ヴィクトワール・クラシック・ミュージック
- 2017年 - カラジョルジェの星勲章
- 2017年 - 芸術文化勲章シュヴァリエ、フランス国家称号

## 主な演奏
- 2006年 - 無伴奏ヴィオラ作品集（トランザール・ライヴ）
- 2008年 - メンデルスゾーン、ヴィオロン協奏曲第1番と第2番（トランザール・ライヴ）
- 2009年 - ディアブルの三重奏曲（デッカ）
- 2010年 - ベートーヴェン：ヴァイオリンとピアノのためのソナタ第5番、第7番、第8番（スーザン・マノフ（ピアノ）との共演）（デッカ）
- 2011年 - 四つの季節（ヴィヴァルディの四つの季節とアレクサンダー・セドラー作曲「日本の春」）（デッカ）
- 2013年 - Après un rêve, avec Marielle Nordmann (Transart)
- 2013年 - パガニーニ幻想曲（ドイツ・グラモフォン）
- 2014年 - カーネ・ド・ボヤージュ（ドイツ・グラモフォン）
- 2014年 - 東の旅（ドイツ・グラモフォン）
- 2016年 - バッハ（ドイツ・グラモフォン）
- 2017年 - チャイコフスキー ヴァイオリン協奏曲～ロココ変奏曲（ドイツ・グラモフォン）
- 2018年 - バイカ（ドイツ・グラモフォン）
- 2020年 - エッセンシャルズ（ドイツ・グラモフォン）
- 2022年 - ルーツ（カタログ・マーケティング・クラシック／ワーラー・クラシックス）
- 2023年 - ベートーヴェン／ヴァイオリン協奏曲作品61 ニ長調 u. ヴァイオリン・ソナタ第9番 "クロイツェル"